# Турченков, Денис Валерьевич
Дени́с Вале́рьевич Турченко́в (7 октября 1978, Волгоград) — российский гребец-байдарочник, выступал за сборную России в первой половине 2000-х годов. Чемпион мира и Европы, многократный чемпион национальных первенств. На соревнованиях представлял профсоюзы и «Динамо», заслуженный мастер спорта.

## Биография
Денис Турченков родился 7 октября 1978 года в Волгограде. Активно заниматься греблей начал с раннего детства, проходил подготовку под руководством таких специалистов как А. Наполова и Ю. Сурков. Состоял в спортивном обществе профсоюзов и «Динамо».
С 1994 года привлекался в состав гребной команды России, в 1996 году впервые стал чемпионом страны, одержав победу в одиночках на тысяче метрах.
Успеха на взрослом международном уровне добился в 2001 году, когда попал в основной состав российской национальной сборной и побывал на чемпионате Европы в Милане, откуда привёз награды серебряного и золотого достоинства, выигранные в зачёте четырёхместных байдарок на дистанциях 200 и 500 метров. Позже выступил на чемпионате мира в польской Познани, где в четвёрках стал серебряным призёром на двухстах метрах, чемпионом на пятистах метрах и бронзовым призёром на тысяче метрах. За эти выдающиеся достижения удостоен почётного звания «Заслуженный мастер спорта России».
Впоследствии ещё в течение нескольких лет продолжал принимать участие в крупных соревнованиях, в общей сложности тринадцать раз становился чемпионом страны в различных гребных дисциплинах. Последний раз показал сколько-нибудь значимый результат в 2006 году на Кубке России в Краснодаре, когда выиграл заезды мужских четырёхместных экипажей.
Имеет высшее образование, окончил Волгоградскую государственную академию физической культуры.